# 清滝村 (兵庫県)
清滝村（きよたきむら）は、兵庫県城崎郡にあった村。現在の豊岡市日高町の北西部、神鍋高原の東半にあたる。

## 地理
- 高原：神鍋高原
- 河川：稲葉川、太田川

## 歴史
- 1894年（明治27年）12月15日 - 西気村の一部（大字名色村・十戸村・頃垣村・石井村・山宮村・栃本村・神崎村）が分立して発足。
- 1896年（明治29年）4月1日 - 所属郡が城崎郡に変更。
- 1955年（昭和30年）3月25日 - 国府村・八代村・日高町・三方村・西気村と合併し、改めて日高町が発足。同日清滝村廃止。